# Angelo Palombo
Angelo Palombo (* 25. September 1981 in Ferentino (FR), Italien) ist ein ehemaliger italienischer Fußballspieler und jetziger Fußballtrainer.

## Karriere

### Verein
Palombo debütierte im Februar 2002 in der Serie A für den AC Florenz. Nach der Insolvenz des Vereins zu Ende der Saison 2001/02 und dem damit verbundenen Zwangsabstieg in die Serie C2 verließ Palombo Florenz und wechselte ablösefrei zum damaligen Zweitligisten Sampdoria Genua. Bereits in seiner ersten Saison bei Genua kam er zu über 30 Einsätzen und stieg mit dem Verein als Meister der Serie B in die erste italienische Liga auf.
In der Serie A gehört Palombo seit dem Aufstieg zu den Stammspielern des Vereins und qualifizierte sich 2005 für den UEFA-Pokal. Dort kam der Mittelfeldspieler zu drei Einsätzen, scheiterte mit Genua allerdings bereits in der Gruppenphase. Auch in der Saison 2007/08 steht er mit Sampdoria im UEFA-Pokal.
Am 31. Januar 2012 gab Inter Mailand die Verpflichtung von Palombo auf Leihbasis bekannt. Nach nur drei Einsätzen in der Rückrunde kehrte Palombo zu Sampdoria Genua zurück, wo er unter dem Trainer Ciro Ferrara zu keinem Einsatz kam. Als dieser dann durch Delio Rossi ersetzt wurde, konnte Angelo Palombo nach fast einem Jahr wieder für Sampdoria Genua auflaufen. Nun hat er wieder einen festen Platz in der Startelf.
Im Sommer 2017 beendete Palombo seine Karriere.

### Nationalmannschaft
Palombo war Teil des italienischen U-21-Nationalkaders, der bei der U-21-Europameisterschaft 2004 in Deutschland den Titel errang. Im selben Jahr stand er auch als Stammspieler im Aufgebot seines Landes bei den Olympischen Sommerspielen 2004 in Athen und gewann die Bronzemedaille.
Im August 2006 gab Palombo unter Roberto Donadoni gegen Kroatien sein Debüt in der italienischen A-Nationalmannschaft. Von 2009 bis 2010 gehörte Palombo regelmäßig zum Kader. Sein letztes Länderspiel bestritt er im Jahr 2011.

## Erfolge
- U-21-Europameister: 2004
- Bronzemedaille bei den Olympischen Sommerspielen 2004 in Athen